# Subhas Chandra Bose
Netaji Subhas Chandra Bose (Cuttack, India, 23 de enero de 1897 - Taipéi, República de China, 18 de agosto de 1945) fue un político nacionalista indio conocido por su lucha en favor de la independencia, coincidiendo junto a otras figuras históricas indias como Mahatma Gandhi o Jawaharlal Nehru. Históricamente, Chandra Bose ha destacado por sus polémicas alianzas políticas con el Eje durante la Segunda Guerra Mundial y la controversia en torno a su fallecimiento.

## Biografía
Subhas Chandra Bose nació el 23 de enero de 1897 en Cuttack, en lo que hoy es el estado de Odisha en la India, pero que formó parte de la Presidencia de Bengala en la India británica. De padres bengalíes, Prabhabati Bose (de soltera  Dutt) y Janakinath Bose. Prabhabati, o familiarmente Mā jananī (lit. ' madre'), el pilar de la vida familiar, tuvo su primer hijo a los 14 años y 13 hijos después. Subhas fue el noveno hijo y el sexto varón. Jankinath, un exitoso abogado y defensor del gobierno, era leal al gobierno de la India británica y escrupuloso en cuestiones de idioma y derecho. Un hombre hecho a sí mismo de las afueras rurales de Calcuta , había permanecido en contacto con sus raíces, regresando anualmente a su pueblo durante las festividades de pooja.  
Se licenció en Filosofía en el Scottish Cambridge College de la Universidad de Calcuta y después en el Fitzwilliam Hall de la Universidad de Cambridge, siendo siempre un estudiante muy destacado por su habilidad e inteligencia. Al completar sus estudios y regresar del Reino Unido, pronto simpatizó con los nacionalistas indios que se oponían al dominio británico y en 1925 fue encarcelado, siendo liberado dos años después. Fue nombrado presidente del Congreso Nacional Indio (INC, por sus siglas en inglés) y ejerció como tal entre 1938 y 1939. De ahí obtuvo el título de Netaji, que vendría a traducirse como "líder".
A diferencia de Mahatma Gandhi, partidario de la no violencia, Chandra Bose creía que la lucha armada era necesaria e inevitable para que India lograse liberarse del dominio colonial británico. Sus diferencias con Gandhi en cuanto al método para lograr la independencia le llevaron a dimitir del INC en 1939 y a fundar ese mismo año un nuevo partido nacionalista que exigía la independencia completa e inmediata de India, rechazando una etapa autonómica de transición gradual. Los británicos lo detuvieron hasta en 11 ocasiones. En enero de 1941 quebrantó su arresto domiciliario y pasó a la clandestinidad, exiliándose en Afganistán. 
Creyó que el estallido de la Segunda Guerra Mundial representaba una buena ocasión de lograr la independencia y buscó apoyos para su causa en el extranjero, contactando primero con la URSS y luego con Alemania para este fin. Tras exilio afgano logró pasar a la Unión Soviética pero Stalin, interesado en pactar con los británicos y reacio a apoyar una revuelta nacionalista india, rehusó ayudarle. Recibió entonces las simpatías del régimen de Adolf Hitler, que le permitió trasladarse de territorio soviético a la Alemania nazi. Ya en suelo alemán, Chandra Bose logró que el Eje respaldara una eventual independencia de India, pero tampoco halló auxilio práctico para su causa, lo cual fue a peor aún cuando Alemania atacó la URSS y las ofensivas italo-alemanas en Egipto fueron frenadas por los Aliados. 
Deseoso de no perder tiempo en su lucha contra el régimen colonial británico, Bose pidió a los nazis que le dejaran partir a Japón. Así, los alemanes aceptaron transferir a Bose, por submarino, a Japón a inicios de 1943. Con ayuda japonesa, Bose fundó y organizó el Ejército Nacional Indio así como el Gobierno Provisional de la India Libre, con sede en el Singapur ocupado por los japoneses y que llegó a contar con una fuerza de casi 30.000 soldados indios bien organizados y entrenados, que lucharon activamente en el frente de Birmania contra el Imperio Británico. No obstante, las derrotas japonesas en Birmania a inicios de 1945 impidieron que el Ejército Nacional Indio lograra impulsar una revuelta anticolonial decisiva.
Oficialmente, Chandra Bose murió el 18 de agosto de 1945, dos semanas antes del fin de la guerra, al estrellarse sobre Taiwán el avión militar que lo conducía a Tokio. Su cuerpo no fue encontrado, y las circunstancias extrañas de un deceso tan repentino como sospechoso propiciaron el surgimiento de numerosas especulaciones y teorías alternativas contrarias a la versión oficial. 

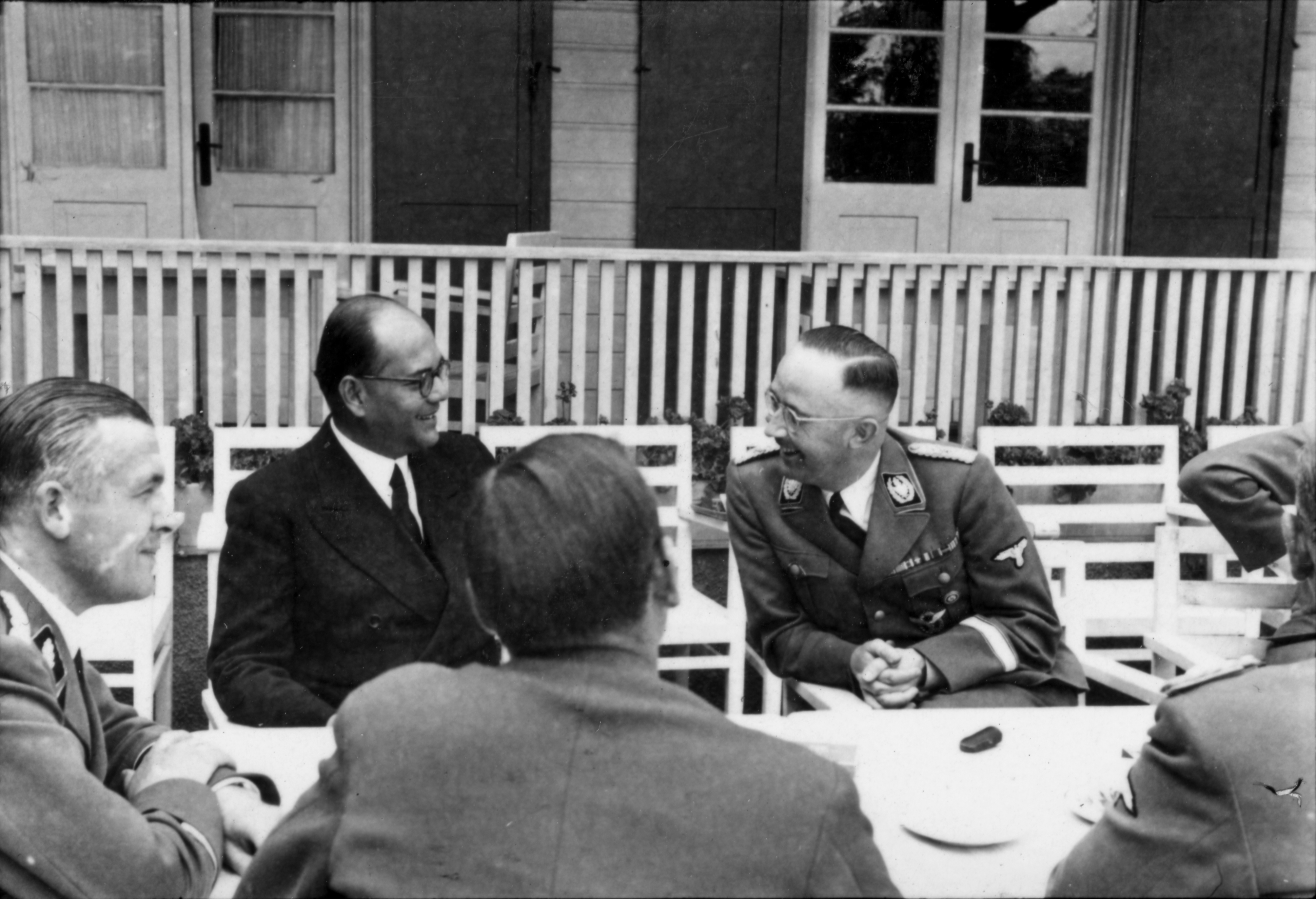
Subhas Chandra Bose en un almuerzo con Heinrich Himmler en 1942.

En 1999, siguiendo una orden judicial, el Gobierno indio creó la Comisión Mukherjee, cuyo objetivo era aclarar la muerte del dirigente nacionalista. En 2005, tras seis años de investigaciones, la Comisión Mukherjee determinó que "el accidente aéreo jamás tuvo lugar y que fue una farsa para facilitar el escape de Chandra Bose a la URSS". No obstante, las autoridades indias no dieron validez al informe, quedando todavía la versión oficial de la muerte de Chandra Bose como una de las mayores incógnitas de la reciente Historia de India.